# Anders Isaksson (Banér)
Anders Isaksson, död efter 1445 (tidigast, levde ännu 18 januari 1445), väpnare, Svenskt riksråd och innehavare av Östanå säteri på 1430-talet. Anders Isaksson var son till häradshövdingen Isak Björnsson (Banér) och Gertrud Andersdotter, dotter till den uppländske frälsemannen Anders Tomasson i Lisa.
Anders Isaksson var medlem av riksrådet och deltog i Kalmar möte 9 juli 1438. Han stod på riksdrotsen Krister Nilssons sida under dennes konflikt med Karl Knutsson.

## Barn
Anders Isaksson var gift med Ingegärd Svensdotter (Pik), dotter till väpnaren Sven Pik, och de hade flera barn, bland dem:
1. Isak Andersson. Levde 1460.
2. Jakob Andersson (Banér) till Östanå
3. Erik Andersson Ericus Andræ, död 7 maj 1504, inskriven vid Leipzigs universitet 1442, domprost i Uppsala 26 januari 1463-1504. Begravd på stora gången i Uppsala domkyrka.
4. Peder Andersson till Östanå [1]